# Монтатер (кантон)
Монтатер (фр. Montataire) — кантон во Франции, находится в регионе О-де-Франс, департамент Уаза. Расположен на территории двух округов: одна коммуна входит в состав округа Клермон, четырнадцать — в состав округа Санлис.

## История
До 2015 года в состав кантона входили коммуны Бленкур-ле-Преси, Виллер-су-Сен-Лё, Крамуази, Мезель, Мелло, Монтатер, Преси-сюр-Уаз, Сен-Ваас-ле-Мелло, Сен-Лё-д'Эссеран, Тиверни.
В результате реформы 2015 года   состав кантона изменился. В его состав было включено несколько коммун упраздненного кантона Нёйи-ан-Тель и коммуна Руселуа кантона Муи.

## Состав кантона с 22 марта 2015 года
В состав кантона входят коммуны (население по данным Национального института статистики за 2018 г.):
- Баланьи-сюр-Терен (1 693 чел.)
- Бленкур-ле-Преси (1 187 чел.)
- Виллер-су-Сен-Лё (2 327 чел.)
- Крамуази (809 чел.)
- Мезель (239 чел.)
- Мелло (626 чел.)
- Монтатер (13 461 чел.)
- Преси-сюр-Уаз (3 212 чел.)
- Руселуа (307 чел.)
- Сен-Ва-ле-Мелло (1 045 чел.)
- Сен-Лё-д'Эссеран (4 692 чел.)
- Сир-ле-Мелло (3 986 чел.)
- Тиверни (1 073 чел.)
- Фуланг (198 чел.)
- Юлли-Сен-Жорж (1 879 чел.)

## Политика
На президентских выборах 2022 г. жители кантона отдали в 1-м туре Марин Ле Пен 30,7 % голосов против 25,6 % у Жана-Люка Меланшона и 21,6 % у Эмманюэля Макрона; во 2-м туре в кантоне победила Ле Пен, получившая 52,2 % голосов. (2017 год. 1 тур: Марин Ле Пен – 31,2 %, Жан-Люк Меланшон – 23,7 %, Эмманюэль Макрон – 18,0 %, Франсуа Фийон – 13,3 %; 2 тур: Макрон – 53,5 %. 2012 год. 1 тур: Франсуа Олланд – 25,9 %, Марин Ле Пен – 24,9 %,  Николя Саркози – 22,1 %; 2 тур: Олланд – 51,6 %).
С 2017 года кантон в Совете департамента Уаза представляют мэр города Монтатер Жан-Пьер Бозино (Jean-Pierre Bosino) и член совета города Монтатер Катрин Дайи (Catherine Dailly) (оба – Коммунистическая партия). 
|                | Кандидаты                       | Партия                   | Первый тур | Первый тур     | Второй тур | Второй тур |
| Кол-во голосов | Кандидаты                       | Партия                   | % голосов  | Кол-во голосов | % голосов  |            |
| -------------- | ------------------------------- | ------------------------ | ---------- | -------------- | ---------- | ---------- |
|                | Жан-Пьер Бозино Катрин Дайи     | Коммунистическая партия  | 2 009      | 31,70          | 3 444      | 56,47      |
|                | Эмелин Гари Грегори Фике        | Национальное объединение | 1 866      | 29,44          | 2 655      | 43,53      |
|                | Патрик Корбель Франсуаза Тестар | Правый блок              | 1 335      | 21,06          |            |            |
|                | Жером Жан Мари-Кристин Сальмона | Вперёд, Республика!      | 774        | 12,21          |            |            |
|                | Зулиха Уалауш Ги Фриад          | Непокорённая Франция     | 354        | 5,59           |            |            |

|                | Кандидаты                             | Партия                   | Первый тур | Первый тур     | Второй тур | Второй тур |
| Кол-во голосов | Кандидаты                             | Партия                   | % голосов  | Кол-во голосов | % голосов  |            |
| -------------- | ------------------------------------- | ------------------------ | ---------- | -------------- | ---------- | ---------- |
|                | Ален Бланшар Катрин Дайи              | Разные левые             | 2 415      | 22,72          | 5 679      | 53,03      |
|                | Дениз Клотр Стефан Рикар              | Национальный фронт       | 3 947      | 37,13          | 5 030      | 46,97      |
|                | Патрик Корбель Мари-Кристина Сальмона | Правый блок              | 2 176      | 20,47          |            |            |
|                | Барбара Млынарчик Азид Разак          | Левый блок               | 1 120      | 10,54          |            |            |
|                | Жан-Люк Дьон Самия Нидаля             | Разные левые             | 565        | 5,32           |            |            |
|                | Анн-Софи Бадуаль Фредди Ваттез        | Демократическое движение | 406        | 3,82           |            |            |

|  | Кандидат     | Партия                    | % голосов |
|  | ------------ | ------------------------- | --------- |
|  | Ален Бланшар | Коммунистическая партия   | 62,94     |
|  | Патрик Лепле | Союз за народное движение | 37,06     |